# Mobile.de

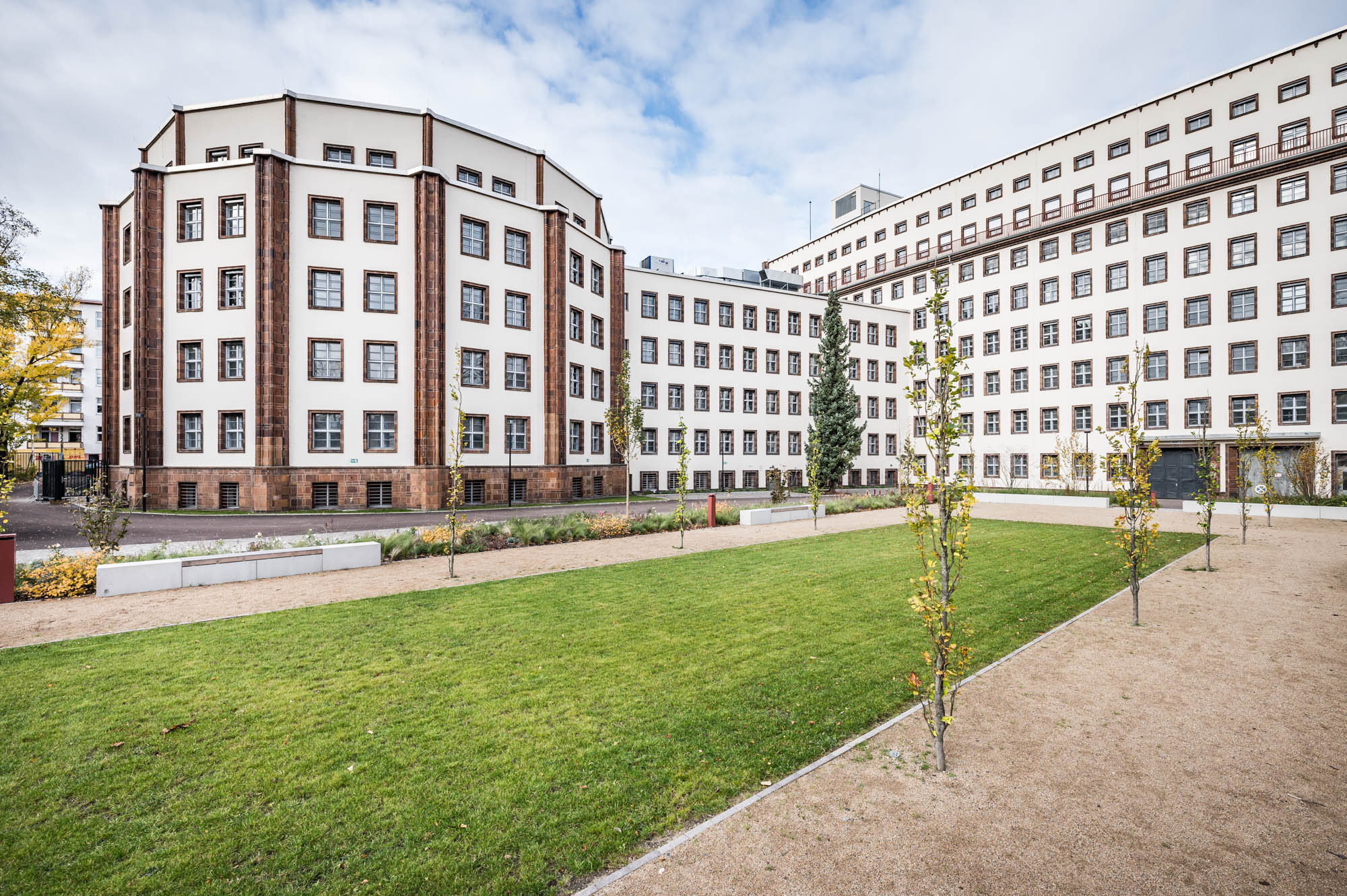
Frühere Oberpostdirektion Berlin, Sitz der Unternehmenszentrale ab 2025

Die mobile.de GmbH ist ein seit 1996 bestehendes Unternehmen, über dessen Online-Plattform Personenkraftwagen (PKW), Nutzfahrzeuge, Motorräder und E-Bikes gehandelt werden. Das Unternehmen, das zum norwegischen Konzern Adevinta gehört,  richtet sich an Privatkunden sowie gewerbliche Anbieter.

## Geschichte
1996 entwickelten Vijay Sapre und Ralf Prehn eine der ersten Autodatenbanken im Internet. In den ersten Jahren wuchs die Anzahl der Inserate schnell. Mitverantwortlich dafür war die Beteiligung der Brüder Rüdiger und Hans-Christian Bartholatus im Jahr 1997, die gemeinsam einen Autohandel in Hamburg betrieben. Zwei Jahre später beteiligte sich der britische Investor Granville Baird (London). Im Sommer 2001 meldete das Unternehmen schwarze Zahlen.
Nachdem im September 2003 Gebühren auch für Privatverkäufer eingeführt wurden, stagnierte die Anzahl der Inserate bei rund einer Million Fahrzeuge. Besonders private Inserenten von Fahrzeugen in unteren Preissegmenten waren nicht bereit, für Inserate zu zahlen und nutzten andere Anbieter, wie zum Beispiel Autoscout24. Seit 2007 ermöglicht das Unternehmen privaten Anbietern wieder ein kostenfreies Inserieren.
eBay übernahm das Unternehmen im April 2004. Im Folgejahr erfolgte die Sitzverlegung nach Kleinmachnow bei Berlin. Im September 2006 schlossen sich mobile.de und eBay Motors, der Bereich für Fahrzeuge, Teile und Zubehör bei eBay, unter dem neuen Firmennamen mobile.de & eBay Motors GmbH zusammen. Nach September 2008 firmierte das Unternehmen unter mobile.international GmbH. Im selben Jahr begann die internationale Ausweitung des Geschäfts durch den Markteintritt in Rumänien.
Im Jahr 2013 startete die Online-Plattform das Angebot Neuwagenwelt, mit dem Interessenten Neufahrzeuge selbst konfigurieren und ab Werk bestellen oder vorrätige Lagerfahrzeuge der Hersteller kaufen können. Im Januar 2015 wurde das Unternehmen in mobile.de GmbH umbenannt. Im September 2015 übernahm mobile.de das Automobil-Forum Motor-Talk.de, und verkaufte es im Oktober 2023 an gutefrage.net.
Seit August 2017 bietet mobile.de privaten Autoverkäufern die Wahl, ihr Fahrzeug an einen von rund 1.000 ausgewählten Händlern zu verkaufen oder selbst zu inserieren. Damit habe man den Gebrauchtwagenkauf für Privatpersonen vereinfachen und dem Handel eine neue Zukaufsquelle ermöglichen wollen.
Im Juli 2020 wurden eBay Kleinanzeigen sowie mobile.de an den Konkurrenten Adevinta verkauft. Im Gegenzug erhielt eBay neben einer Barzahlung auch 44 % der Anteile sowie 33 % der Stimmrechte. Damit war eBay größter Aktionär der norwegischen Adevinta. Die Übernahme der digitalen Leasingplattform Null-Leasing.com erfolgte 2022. Im Mai 2024 war die Übernahme von Adevinta durch das Konsortium Aurelia Bidco Norway abgeschlossen. Dieses Unternehmen wird von den Finanzinvestoren Permira, Blackstone, General Atlantic und TCV getragen.

## Leistungsangebot und Zahlen
Auf der Plattform können PKWs, Wohnmobile und Wohnwagen, Motorräder, E-Bikes und Nutzfahrzeuge online ge- und verkauft werden. Bei Nutzfahrzeugen geht es um solche des Straßenverkehrs, um Anhänger, um schwere Baumaschinen, Maschinen für die Landwirtschaft oder Flurfördergeräte. Zudem können mit Kauf beziehungsweise Verkauf verbundene Zusatzdienstleistungen genutzt werden, beispielsweise Angebote der Finanzierung und des Leasings.
Mobile.de stellt sein Angebot in zehn Sprachen dar: Deutsch, Englisch, Französisch, Niederländisch, Polnisch, Spanisch, Rumänisch, Russisch, Tschechisch und Türkisch (Stand: 2024). Zusätzlich stehen in Rumänien, Polen, Italien und Frankreich weitere Marktplätze zur Verfügung.
Ende Januar 2024 wurden 1,4 Mio. Fahrzeuge offeriert (Pkw, Nutzfahrzeuge und Motorräder); 40.000 gewerbliche Fahrzeughändler waren registriert. Für die Website des Unternehmens wurden zu diesem Zeitpunkt 107 Millionen Aufrufe im Monat erfasst. Im Verlauf des Jahres 2024 nahm mobile.de auch E-Bikes in sein Angebot auf. Das Unternehmen gilt als der größte deutsche Onlinefahrzeugmarkt beziehungsweise als die größte Online-Gebrauchtwagenplattform in Deutschland.

## Kritik
Durch spezielle Software können Gebrauchtwagenhändler das Angebot von Mobile.de, Autoscout24 und weiteren Autobörsen durchsuchen, um bei günstigen Angeboten sofort benachrichtigt zu werden und kaufen zu können. Privatkunden hatten daher oft das Nachsehen, da für sie das finanzielle Risiko, ein Fahrzeug ungesehen zu kaufen, zu hoch war. Mobile.de stellt jedoch seit 2011 über eine API eine Suchfunktion zur freien Verfügung.